# Dólar (sinal)
O sinal de dólar ou símbolo de dólar (do inglês dollar), também conhecido como sinal do peso ($), é um símbolo usado para indicar a moeda de vários países, como por exemplo, Argentina, Chile, Brasil, Bahamas, Namíbia, Libéria, Colômbia, Equador, Guiana, México, Suriname, Uruguai, Estados Unidos, Fiji, Kiribati,  Trinidad e Tobago, Canadá, Austrália, Nova Zelândia, etc.

## Origem

Símbolo do dólar

O uso mais antigo do sinal aparece em correspondência comercial no Reino Unido, Estados Unidos da América, Canadá e México e outros países da América espanhola para denominar o peso usado pelos espanhóis nas colónias do Novo Mundo, também conhecido como dólar espanhol ou moeda de oito (reais).